# Ziarul de Cluj
Ziarul de Cluj a fost un cotidian local din Cluj-Napoca, lansat în anul 1998 de trustul de presă Ringier.
A fost închis în anul 1999 din cauza neîndeplinirii planului de afaceri impus de către patronatul elvețian